# Vicente Spiteri
Vicente Spiteri Galiano (Alicante, 11 de diciembre de 1917 — 8 de noviembre de 2003) fue un director de orquesta español. 

## Biografía
Vicente Spiteri Galiano nació en Alicante en 1917. Hijo del también músico Vicente Spiteri Martín, nacido en Murcia en 1882, y de Ángeles Galiano Pascual, nacida en Elche en 1886. Su padre tocaba el clarinete en la Banda Municipal de Madrid, siendo profesor de primera. La familia residía en el edificio que había sido el palacio de la Duquesa de Sueca, situado en la plaza del Duque de Alba, 3 (Madrid) y que estaba compartimentado en viviendas.  
Estudió en el Real Conservatorio de Música de Madrid. En la Academia Chigiana de Siena estudió dirección de orquesta con Paul Van Kempen y graduado en 1954 con beca del Conservatorio italiano a la mejor interpretación de Chaikovski. 
En 1958 fue nombrado director titular de la Orquesta Sinfónica de Madrid por aclamación. Obtuvo la cátedra del Real Conservatorio Superior de Música de Madrid, desarrollando una labor didáctica, llegando a dirigir por encima de cien conciertos durante su tenencia. 
Dirigió las más importantes orquesta españolas, entre otras la Nacional de España y RTVE. Entre las orquestas extranjeras que tuvo bajo su batuta: la Sinfónica de Londres, Sinfónica de Oporto, LRA de Buenos Aires, RAI de Milán, Filarmónica de New York y otras tantas del exterior. 
Iturbi, Szhighetti, Campoli, Szeryng, Tordesillas y Menuhin fueron algunos de los solistas a los que dirigió. Grabó gran cantidad de obras española en Nueva York y Milán; posteriormente la firma Philips le comisionó la grabación de "La Música inmortal de Albéniz". En abril de 1967 fue nombrado " Alicantino Ilustre" por decreto del Ayuntamiento de Alicante y Orden Ministerial por méritos artísticos. También obtuvo otros nombramientos tanto en España como en el exterior. 
También compuso en 1965 una marcha para la comparsa de moros de Benejama con título Moros de Benjama que se interpreta durante las fallas. 
En los últimos años del maestro Spiteri, su única actividad fue dirigir la Banda Municipal de Alicante, donde nació musicalmente tanto su padre como él mismo. El maestro Spiteri falleció el 8 de noviembre de 2003. El 4 de marzo de 2007, la Banda Municipal de Alicante le rindió un concierto homenaje, al que asistió su hija Mercedes Spiteri y otros familiares.
En su recuerdo, el maestro Vicente Spiteri tiene una calle con su nombre en la ciudad de Alicante.